# Joinville EC
A brazil Joinville Esporte Clube, labdarúgócsapatát 1976. január 29-én alapították Joinville városában. Az egyesület a Catarinense bajnokság és az országos első osztályú bajnokság, a Série A küzdelmeiben vesz részt.

## Sikerlista

### Állami
- 12-szeres Catarinense bajnok: 1976, 1978, 1979, 1980, 1981, 1982, 1983, 1984, 1985, 1987, 2000, 2001